# Rhycherus filamentosus
Rhycherus filamentosus is een straalvinnige vissensoort uit de familie van voelsprietvissen (Antennariidae). De wetenschappelijke naam van de soort is voor het eerst geldig gepubliceerd in 1872 door Castelnau.